# 東京War:DS
東京War:DS（とうきょううぉーず）は、2021年に始まった女性キャストのみでつくるアクション舞台企画。

## 概要
2021年に夏陽りんこの「女性だけのアクション舞台やりたい！」という呟きから始まった。
全作品の製作総指揮を夏陽りんこが手がける。
2021年に物語の序章となる朗読劇『東京War:DS-INDEX-』から始まり、
コロナ禍を終え2023年の再始動から舞台として本格始動。

## あらすじ
1999年7の月に恐怖の大王が出現した世界。
誰もが予想はしたが現実にならないと思っていた未来が来てしまった。
日本は首都を大阪に移し、東京23区は新たな一つの国として解放され、複数のチームが覇権を争う危険地帯と化した。
渋谷「金皇屋」、新宿「チームGENJYO」、中野「ランナーズ」。
そして、少し離れた京都から「神狼組」。
4つのチーム、各自の思惑が渦巻く中、どのチームにも属さないナギ、鬼塚この2人が渋谷の地に足を踏み入れ、ミズキという少女と出会う。
何でもない出会いのはずが、やがて渋谷を揺るがす狂震の祭へと発展することになる。

## 公演
- 『東京War:DS-INDEX-』（2021年10月、萬劇場）
- 『東京War:DS-狂震の渋谷編-』（2023年4月、新宿村LIVE）
- 『東京War:DS-黒と白のTRIGGER-』（2024年5月、六行会ホール）
- 『東京War:DS外伝 京都神狼組異聞～血塗れの夜明け～』（2025年6月予定、萬劇場）

## キャスト
- ナギ - 生田善子[2][3]
- 鬼塚 - 道井悠[2][3]
- サンゾウ - 夏陽りんこ[2][3]
- 六耳 - 澁谷梓希
- ヤマト - 須藤茉麻[3]
- ナイトー - 栞菜[2][3]
- イチ - 桐谷紫月[2][3]
- テンリ - 柴田茉莉[3]
- フジヤマ - 片田ミチル[3]
- 山南 - 松村芽久未[3]
- 傷丸 - 皇希[3]
- エイト - 後藤萌咲[2][3]
- KP - 川崎芽衣子[2][3]
- マオ - 千歳まち[3]
- テッセン - 広瀬ゆうき[3]
- タマちゃん - こうのゆうか[2][3]
- 影炎 - 相澤瑠香[3]
- 伽耶 - 池澤汐音[3]
- 琵琶 - だんしんぐ由衣[3]
- ハヤシ姉 - 大澤えりな[2][3]
- ハヤシ妹 - 黒木美佑[2][3]
- マトビ - 波崎彩音[2][3]
- フーテン - 比嘉ニッコ[2][3]
- 美羽 - 荒井芽依[3]